# Joseph J. Ellis

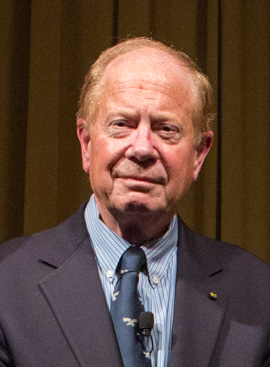
Joseph Ellis, 2016

Joseph J. Ellis (* 18. Juli 1943) ist ein amerikanischer Historiker, der sich auf die Gründerväter der Vereinigten Staaten spezialisiert.

## Leben
Ellis promovierte 1969 an der Yale University, wo er am College of William and Mary studierte. Darauf diente er als Captain und lehrte bei West Point. Zwischen 1980 und 1990 lehrte er als Dean am Mount Holyoke College in Massachusetts. Nach dem Auslaufen seiner Laufzeit als Dean wurde er zum Ford Foundation Chair ernannt. 2001 trat er zurück. Er wurde 2005 zurückgerufen. Sein Buch Founding Brothers wurde 2001 mit dem Pulitzer-Preis ausgezeichnet und sein Buch American Sphinx: The Character of Thomas Jefferson wurde mit dem National Book Award for Nonfiction ausgezeichnet. Er lebt mit seiner Frau in Amherst, Massachusetts und hat drei Söhne. Seine Bücher Founding Brothers und His Excellency George Washington, ein Bestseller, wurden auch ins Deutsche übersetzt. Er taucht in mehreren Dokumentationen und Zeitungen wie der New York Times auf.

## Werk
Ellis erstes veröffentlichte Werk The New England Mind in Transition: Samuel Johnson of Connecticut, 1696–1772 aus dem Jahr 1973 ist die erste wissenschaftliche Biografie von Samuel Johnson, dem ersten Chancellor vom Kings College, den er in seiner Studie als Mittel um die intellektuelle Entwicklung Neu-Englands zu sehen nutzt. Johnsons Philosophie sieht Ellis als „Mischmasch alter und neuer Ideen“, d. h. von Aufklärung und Puritanismus geprägt. Dabei wertet er Johnson als nicht besonders genial, doch als bedeutender Intellektueller, der sich mit den wichtigen Themen seiner Zeit beschäftigte, ein. Wahrscheinlich verstand er aber gerade die neuen Ideen nicht. Gerald G. Goodwin beschreibt es als „nützliches und handwerkliches“, allerdings könnte noch mehr über Johnson gesagt werden. James A. Henretta sieht das Buch zwar als eine normale Biografie and, doch das Buch sei darin gut.
Zusammen mit Robert Moore, der auch bei West Point wirkte, schrieb er School for Soldiers: West Point and the Profession of Arms, das 1974 veröffentlicht wurde. Es versucht die damalige Philosophie und Operation der Militärakademie West Point zu zeigen. Dafür interviewen sie Kadetten und Offiziere und nutzen Veröffentlichungen der Akademie. Ihr Schluss ist, dass die Akademie ein Anachronismus der modernen Zeit sei, was aber positiv genutzt werden würde. Als exzellent bezeichnet John F. Marszalek das Buch. Allan R. Millett bezeichnet das Buch als guten Anfang für Recherche über West Point.
In seinem 1979 veröffentlichten Buch After the Revolution: Profiles of Early American Culture behandelt Ellis die Biografien von Charles Wilson Peale, Hugh Henry Brackenridge, William Dunlap und Noah Webster, in denen er sowohl liberale und traditionelle Einflüsse entdeckt. Sie sollen kulturelle Spannungen zwischen republikanischem Idealismus und aufkommenden Kapitalismus repräsentierten.
Sein 1993 veröffentlichtes Werk Passionate Sage: The Character and Legacy of John Adams behandelt den Ruhestand vom zweiten Präsidenten der Vereinigten Staaten John Adams, also nach seiner Niederlage während der Wahl 1800, mit einem Fokus auf seine späteren politischen Schriften. Anders als viele vorherige Historiker urteilt Ellis positiv über Adams und löste damit eine gewisse Explosion an Biografien von Adams aus. George W. Franz bewertet das Buch als einfach zu lesen und gut geschrieben.
1997 wurde sein Werk American Sphinx: The Character of Thomas Jefferson ist eine unkonventionelle Biografie von Thomas Jefferson, die nur Teile seines Lebens beschrieb, weil schon genug gute Biografien auf diese Art geschrieben wurden. Ellis beschreibt also vier Teile seines Lebens: Seine politische Etablierung in Philadelphia (1775–1776), seine Zeit als Diplomat in Frankreich (1784–1789), seine Zeit auf seinem Gut Monticello (1794–1797), sein erster Teil der Präsidentschaft (1800–1804) und sein letztes Jahrzehnt (1816–1826). Dabei versucht er, eine Mitte zwischen „Götzendienst und Ausweidung“. Alan Taylor bezeichnet das Buch als durchgehend interessant und oft elegant, jedoch ist es unfertig, so wie Monticello während Jeffersons Leben.
Einen Pulitzer-Preis erhielt Ellis für Founding Brothers: The Revolutionary Generation, in dem er sechs Momente im Leben von mehreren Gründervätern (Burr-Hamilton Duell, Kompromiss von 1790, Petitionen zur Beendung der Sklaverei, die Farewell Adress von George Washington, die Kollaboration zwischen James Madison und Jefferson und Adams und Abigail Adams und Adams und Jefferson Freundschaft während ihrem Lebensabend) beschreibt. Diese historischen Momente nutzt er zur Besprechung der politischen Themen der frühen Republik. John Ferling sieht besonders Kapitel 3 und 4 positiv, doch kritisiert er, dass Ellis nicht auch politische Figuren von 1776 wie Samuel Adams beschreibt. Auch kritisiert er die Bewertungen von Abigail Adams und Madison: Abigail sei nicht so wichtig für ihren Ehemann wie ein politischer Alliierter. Madisons Denken wird zwar außerordentlich beschrieben, doch die Beschreibung seiner Tätigkeit als Politiker lässt zu wünschen übrig. Insgesamt sieht Ferling das Buch positiv. Von James M. Bauer wird das Buch als auf der Ebene von The Age of Federalism von Stanley Elkins und Eric McKitrick gesehen.
Ellis 2005 veröffentlichtes Buch His Excellency: George Washington ist eine Biografie und Charakterstudie von George Washington, der von Ellis positiv bewertet wird. In einem Review von mehreren Büchern über Washington, u. a. His Excellency, beschreibt William C. Calhoun diese als exzellent. R. William Weisberger bewertet das Buch als exzellent, doch weist er auf einige Details, z. B. Washingtons Freimaurerei, hin, die fehlen.
Mit First Family Abigail and John Adams über die Beziehung zwischen Abigail und John Adams, Revolutionary Summer über den Sommer 1776, The Quartet: Orchestrating the Second American Revolution 1783-1789 über den Verfassungskonvent und American Dialogue: The Founders and Us über die Meinungen von Gründervätern über moderne politische Themen führte Ellis sein Werk über die Gründerväter fort.

## Veröffentlichungen (Auswahl)
- The New England Mind in Transition: Samuel Johnson of Connecticut, 1696–1772 Yale University Press, New Haven 1973
- Zusammen mit Robert Moore: School for Soldiers: West Point and the Profession of Arms Oxford University Press, New York 1974
- After the Revolution: Profiles of Early American Culture W. W. Norton & Company, New York 1979
- Passionate Sage: The Character and Legacy of John Adams W. W. Norton & Company, New York 1993
  - Passionate Sage: The Character and Legacy of John Adams. 2. Auflage. W.W. Norton, New York 2001, ISBN 0-393-31133-3.
- American Sphinx: The Character of Thomas Jefferson Alfred A. Knopf, Inc., New York 1997
- Editor und Beitragender: What Did the Declaration Declare? (Historians at Work)
- Founding Brothers: The Revolutionary Generation Vintage, 2000. ISBN 9780375705243.
  - Sie schufen Amerika. Die Gründergeneration von John Adams bis George Washington. Aus dem Amerik. von Martin Pfeiffer. C.H. Beck Verlag, München 2002, ISBN 9783406495205.
- His Excellency: George Washington Albert A. Knopf, New York 2004
  - Seine Exzellenz George Washington. Eine Biographie. Aus dem Amerikanischen von Martin Pfeiffer. C. H. Beck, München 2005, ISBN 9783406535093.
- First Family Abigail and John Adams. Knopf, New York 2010, ISBN 0307269620.
- Revolutionary Summer. Random House Inc., 2014, ISBN 9780307946379.
- The Quartet: Orchestrating the Second American Revolution 1783-1789
- American Dialogue: The Founders and Us
- The Cause: The American Revolution and Its Discontents. Liveright, New York 2021, ISBN 978-1-63149-898-5.